# Volker G. Scheer
Volker Gernot Scheer (* 9. Juni 1940 in Kandern) ist ein deutscher Kaufmann, Betriebswirt, Lokalpolitiker und Heimatforscher.

## Leben
Scheer besuchte Schulen in Obereggenen, Kandern und Lörrach und zu seinen Lehrern gehörte auch der Heimatforscher Albert Eisele.
Nach dem Abitur am Walter-Eucken-Gymnasium in Freiburg im Breisgau studierte Scheer an der Albert-Ludwigs-Universität Freiburg Betriebswirtschaftslehre, besuchte die Akademie für Führungskräfte der Wirtschaft Bad Harzburg und schloss sein Studium an der Lehranstalt des deutschen Textileinzelhandels in Nagold (LDT) mit dem Betriebswirt ab.
Danach führte Scheer 35 Jahre das frühere Modehaus Brucker in Kandern und gründete 1967 den dortigen Werbering, dessen Vorsitzender er bis 1999 blieb. 1967 übernahm er auch den Vorsitz des örtlichen Einzelhandelsverbandes. Auch als ehrenamtlicher Arbeitsrichter beim Arbeitsgericht Lörrach (1976–1980) und Mitglied der Prüfungskommission der IHK Hochrhein Bodensee engagierte sich Scheer. Im örtlichen Schwarzwaldverein wirkte er von 1980 bis 1993 als Vorsitzender. Überdies war Scheer auch mit den Freien Wählern bzw. der Freien Wählergemeinschaft Kandern (FWG) in der Kommunalpolitik aktiv und wirkte von 1970 bis 1989 als Stadtrat; 1970 bis 1974 als Bürgermeister-Stellvertreter. Als Kommunalpolitiker initiierte Scheer die Städtepartnerschaft mit Soufflenheim im Elsass in Frankreich und einen Austausch zum Thema Denkmalschutz mit den schweizerischen Gemeinden Muttenz und Allschwil.
Scheer lebt im Ruhestand in Todtnauberg und Freiburg.

### Der Chronist und Heimatforscher
Neben und teilweise verbunden mit seinen Ehrenämtern veröffentlichte Scheer zahlreiche Aufsätze, Bücher, Kalender und Wanderkarten zu andern und seinem Umland. Mit diesen Publikationen bediente er nicht nur lokalhistorisch interessierte Mitbürger, sondern prägte maßgeblich auch ein neues Image der Kleinstadt. So war er beteiligt an der Erinnerung an Johann August Sutter, den in Kandern geborenen sogenannten Kaiser von Kalifornien, aber vor allem an der Belebung der Erinnerung an den Maler August Macke der oft in Kandern weilte und dort bedeutende Werke schuf. Scheers Werke zur Stadtgeschichte erlebten jeweils Neuauflagen.
Als Herausgeber und Mitautor organisierte Scheer 1971 den Sammelband Brezel- und Töpferstadt Kandern mit zahlreichen Aufsätzen zu Kandern, seiner Geschichte und seinen Persönlichkeiten, wobei natürlich die Kanderner Keramik und seine Schöpfer breiten Raum einnehmen. 2001 erschien unter dem Titel Kandern und Umgebung die 6. Auflage, womit das Werk eine Gesamtauflage von 30 000 erreichte. Der Band Kandern in alten Ansichten erschien in zwei Auflagen 1984 und 1989. 2005 erschien die erste Auflage der umfangreichen Stadtchronik Buch Kandern – Stadt seit 1810, die 2010 in 3. Auflage unter dem Titel Kandern 1810-2010 – Zweihundert Jahre Stadtrecht mit zahlreichen Abbildungen und einer Compact Disc herausgebracht wurde. 2024 folgte eine ebenfalls umfangreiche und mit vielen Fotos und Abbildungen ausgestattete Chronik Tonwarenfabrik Ernst Kammüller und Tonwerke Kandern, die die Geschichte der für die Stadt bis in die jüngste Zeit bedeutsamen Grob-Keramik-Herstellung aufarbeitet.
Ergänzt werden diese Werke durch Jubiläumsschriften und Spezialbroschüren wie 125 Jahre Schwarzwaldverein Kandern (2008), 150 Jahre Katholische Kirche Kandern 1861–2011 (2011) und Die Epitaphe der evangelischen Stadtkirche Kandern (2019).

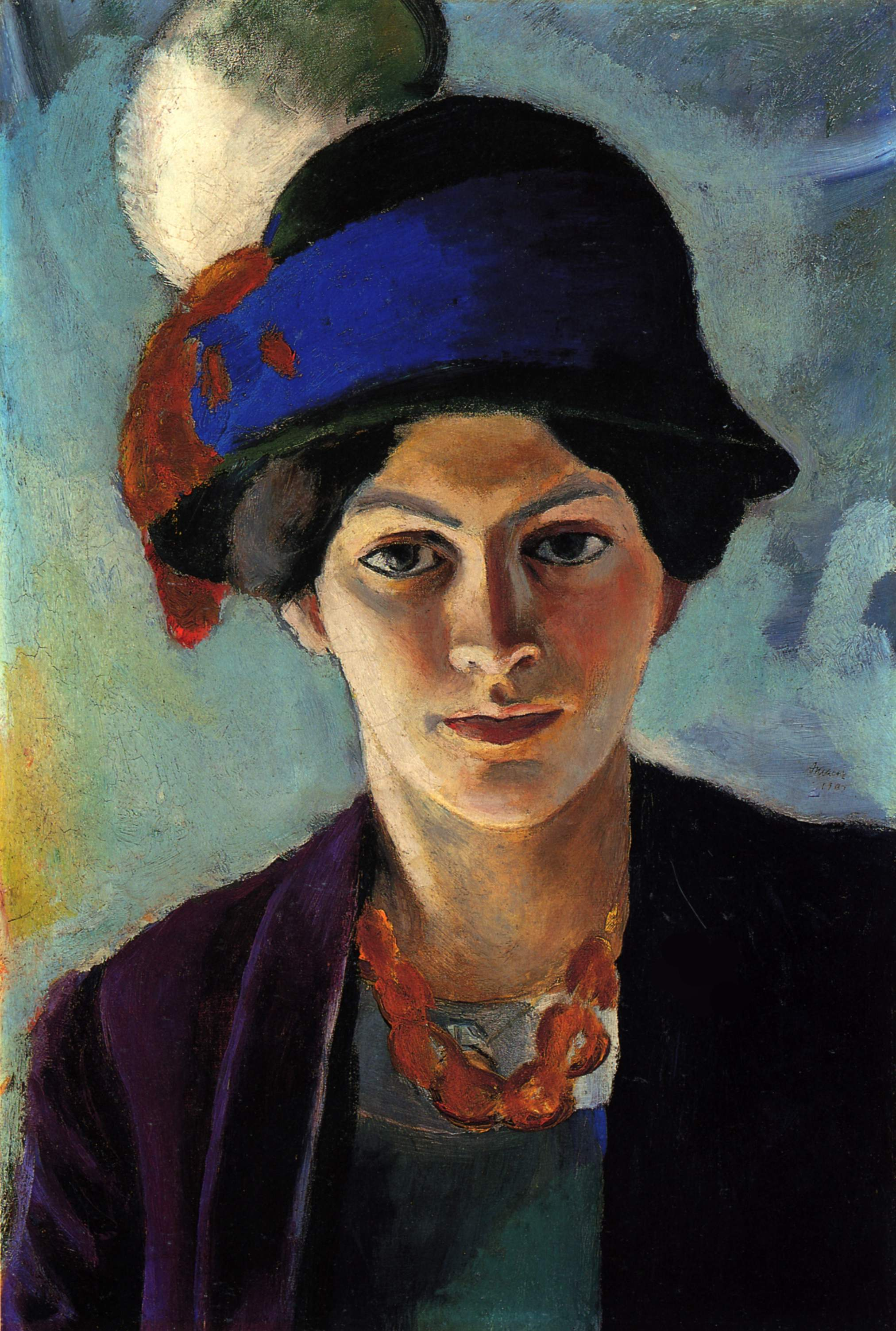
Elisabeth Macke auf einem Gemälde von August Macke

Zwischen 2001 und 2006 gestaltete Scheer vier Kanderner Kalender mit alten Ansichten und Bildern von Julius Kibiger und August Macke. Der Kalender mit 14 Bildern von Macke erschien 2004 Auf das Jahr 2005 und bescherte Kandern eine Macke-Renaissance in deren Folge Kandern u. a. eine Schule und einen Rundweg nach dem Maler benannte. Bereits 1976 wurde auf Scheers Anregung im Kanderner Gasthaus zur Krone eine Macke-Stube eingerichtet, wo auch Scheers Dokumentation zu Macke ausliegt. Von 1974 bis 2000 kam die um natur- und heimatgeschichtlichen Informationen angereicherte Wanderkarte Kandern in sieben Auflagen heraus.
Seine historischen Kenntnisse verbreitete Scheer auch in zahlreichen Aufsätzen in Zeitungen und Zeitschriften sowie in Vorträgen und bei Führungen. Scheer berichtete 2016 in der Badischen Zeitung erstmals über den polnischen Zwangsarbeiter Waclaw Zenszykiewiez der 1941 in Kandern wegen Rassenschande gehenkt wurde. Dieser Fall blieb lange unbeachtet, während ein gleichartiger Fall im nahen Lörrach-Brombach im Roman und Film Eine Liebe in Deutschland große Aufmerksamkeit erregte.
2021 schenkte Scheer ein umfangreiches Archiv zur Geschichte von Kandern dem Kreisarchiv Lörrach und ein Jahr darauf seine Materialsammlung zu August Macke dem August-Macke-Haus in Bonn. Darunter auch Briefe und Karten von Mackes Witwe, Elisabeth Erdmann-Macke, mit der Scheer in Kontakt war.

## Schriften (Auswahl)
- Kandern in alten Ansichten, 2. Auflage 1989, ISBN 978-90-288-2783-7
- Wander- und Radwanderkarte Stadt Kandern – Malsburg-Marzell. Mit farbigen Wegezeichen, Wegbeschreibungen und Erläuterungen. 7. Auflage, 2000 (Gesamtauflage 38 000)
- Als Herausgeber und Mitautor: Kandern und Umgebung, 6. Auflage, 2001
- 125 Jahre Schwarzwaldverein Kandern – Chronik, 2008
- Kandern 1810–2010 : Zweihundert Jahre Stadtrecht, Freiburg im Breisgau, Berlin, Wien : Rombach, 3. Auflage 2010, ISBN 978-3-7930-5064-3 (mit eingelegter Compact Disc)
- 150 Jahre Katholische Kirche Kandern 1861–2011, 2011 (mit eingelegter Compact Disc)
- Die Epitaphe der evangelischen Stadtkirche Kandern, 2019, ISBN 978-3-7930-5183-1
- Tonwarenfabrik Ernst Kammüller und Tonwerke Kandern, Rombach, Freiburg im Breisgau 2024, ISBN 978-3-00-080254-6

## Ehrungen
1993 wurde Scheer mit dem silbernen Ehrenzeichen des Schwarzwaldvereins ausgezeichnet. 1998 benannte ihn die Freie Wählergemeinschaft Kandern zu ihrem ersten Ehrenmitglied. 1999 überreichte ihm der damalige Ministerpräsident Erwin Teufel die Ehrennadel des Landes Baden-Württemberg für langjährige Verdienste im Ehrenamt und im gleichen Jahr wurde er Ehrenvorsitzender des Werberings Kandern. 2023 wurde Scheer für seine jahrzehntelangen Forschungen zur Kanderner Geschichte vom Landkreis Lörrach durch Landrätin Marion Dammann geehrt.